# Edpercivalia thomasoni
Edpercivalia thomasoni là một loài Trichoptera trong họ Hydrobiosidae. Chúng phân bố ở miền Australasia.